# Uljanowsk (Schiff)
Die Uljanowsk (Ульяновск) war ein unvollendet gebliebener Flugzeugträger der Sowjetunion. Sie sollte das Typschiff der Uljanowsk-Klasse (Projekt 1143.7) werden und war nach der russischen Stadt Uljanowsk benannt.

## Geschichte
Die Arbeiten an Projekt 1143.7 begannen 1973 unter dem Namen „Projekt 1153 Orel“. Das Design der Orel ähnelt stark dem der US-amerikanischen Flugzeugträger Enterprise und Nimitz, die zu dieser Zeit von der United States Navy fertiggestellt wurden. Es sollte eine Wasserverdrängung von etwa 80.000 Tonnen besitzen. Als Trägerflugzeuge waren zusammen rund 70 der gerade in der Projektionsphase befindlichen MiG-29K- und Su-33-Jäger bzw. Su-25-Angriffsflugzeuge vorgesehen. Nach dem Tod des Verteidigungsministers Andrei Antonowitsch Gretschko im Jahr 1976, der das Projekt gefördert hatte, übernahm Dmitri Fjodorowitsch Ustinow das Ministerium. Dieser setzte andere Prioritäten als sein Vorgänger, und das Projekt 1153 wurde eingestellt.
1984 wurden die alten Pläne wieder aufgegriffen, es begann die Planung des Projektes 1143.7 durch das Newskoje-Schiffbaubüro. Größen- und gewichtsmäßig sollte das neue Schiff, die Uljanowsk, knapp 5.000 Tonnen leichter als die Orel sein sowie mit einigen Metern Längenunterschied etwas unter der Nimitz-Klasse liegen.
Die Kiellegung der ersten Einheit erfolgte am 25. November 1988 auf der Werft 444 in Nikolajew. Durch den Zerfall der Sowjetunion und das Ende des Kalten Krieges wurden am 1. November 1991 die Arbeiten am bereits zu 40 % fertiggestellten Rumpf eingestellt, ebenso am Rumpf des im Bau befindlichen Schwesterschiffs. Am 4. Februar 1992 begann die Verschrottung.
Wie bei der Admiral-Kusnezow-Klasse waren für die Uljanowsk eine nach oben gebogene Startrampe (Ski-Jump), im Gegensatz zur US-amerikanischen Nimitz-Klasse aber nur drei Aufzüge vorgesehen, daneben auch zwei Katapulte für Jak-44-Aufklärer.

## Spezifikationen des Projekt 1143.7
- Konstruktion: Newskoje-Planungsbüro
- Schiffswerft: Nikolajew Süd
- Länge ü.a.: 332 m
- Breite ü.a.: 75 m
- Tiefgang: 11,6 m
- Wasserverdrängung: 78.000 t (voll beladen), 60.000 t Standard
- Höchstgeschwindigkeit: 30 Knoten
- Antrieb: 4 Druckwasserreaktoren Typ KN-3, 4 Wellen ca. 200.000 PS Leistung
- Besatzung: Genaue Zahlen unbekannt, schätzungsweise aber
  - 2.300 Matrosen
  - 1.500 Angehörige der Seefliegerkräfte

### Bewaffnung
- Aktive Abwehr
  - 6 × 30 mm L/65 AK 630
  - 24 × VLS-ADAM-Startvorrichtungen mit 192 Lenkwaffen SA-N-9 Gauntlet
  - 8 × CADS-N-1/Kortik mit 1 × Zwillings-Gatling 30 mm kombiniert mit SA-N-11 Grison
  - 12 × VLS unter dem Flugdeck montiert mit SS-N-19 Shipwreck-Raketen
  - 2 × RPK-5/Udaw-1
- Radar
  - Radar Luft/Boden-Suche MR-710 Fregat-MA/Top Plate 3D
  - 2 × MR-320M Topas/Strut Pair 2D
- Navigation
  - 3 × Palm Frond zur Feuerleitung
  - 4 × MR-360 Podkat/Cross Sword zur SA-N-9-Kontrolle
  - 8 × 3P37/Hot Flash zur SA-N-11-Kontrolle
- Flugüberwachung
  - Fly Trap B
- Sonar	
  - Swesda-2
  - MGK-345 Bronza/Ox Yoke (auf der Hülle montiert)

### Trägerkapazität
- Flugzeuge (bis zu 80):
  - 27 × Suchoi Su-33 und/oder 10 × MiG-29K
  - 10 × Suchoi Su-25
  - 3–4 × Jakowlew Jak-44-Radaraufklärer
- 15–20 Helikopter zur U-Bootbekämpfung